# Abbaye de Genne Mont-Sainte Marie
L'abbaye de Genne Mont-Sainte Marie, fondée au début du XIIe siècle, est une ancienne abbaye cistercienne située à Montigny-lès-Arsures, dans le Jura en Bourgogne-Franche-Comté. Cette abbaye constitue une part notable du riche patrimoine de la ville et de sa région viticole.

## Contexte local
Montigny-lès-Arsures est une ville qui a une longue tradition d'exploitation viticole, enrichie par la présence de plusieurs abbayes et châteaux. L'abbaye de Genne Mont-Sainte Marie s'inscrit dans ce contexte, avec des liens étroits à la famille du pape Calixte II, fondateur de l'ordre cistercien.

## Histoire de l'abbaye
L'abbaye a été fondée en 1215 sur des terres appartenant à la famille du pape Calixte II. Elle a connu une période de prospérité grâce à ses domaines viticoles, avant de subir les ravages de la guerre de Cent Ans. Confisquée comme "bien national" pendant la Révolution française, elle a été ensuite acquise par la famille Lornet, qui exploite aujourd'hui 16 hectares du cépage jurassien Trousseau.

## Architecture et aménagement
Les bâtiments de l'abbaye présentent une architecture cistercienne, avec des influences romanes et gothiques. Ils sont construits en pierre ocre locale, et l'abbaye est également dotée d'un jardin médiéval.

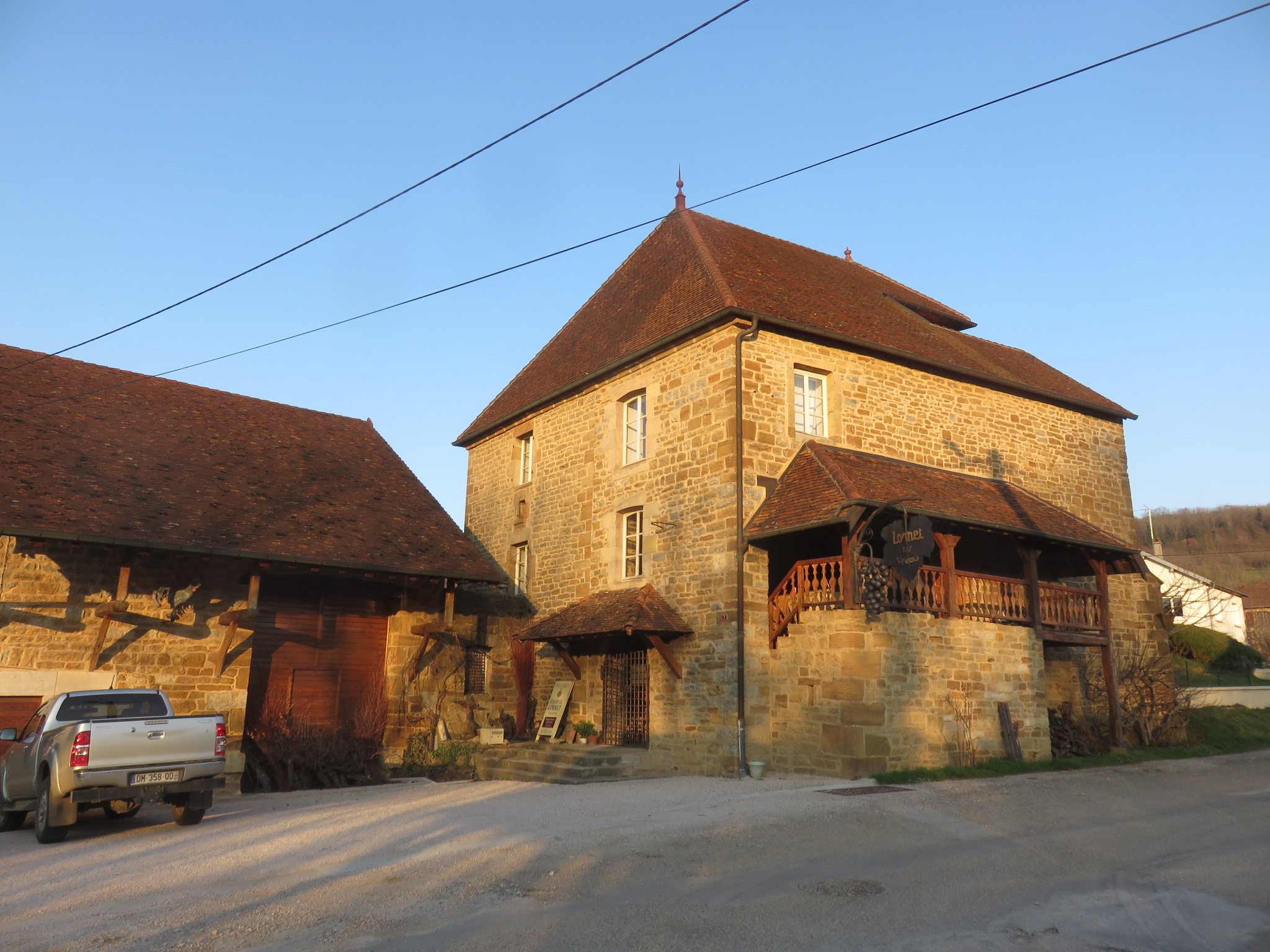
Abbaye et dépendances.
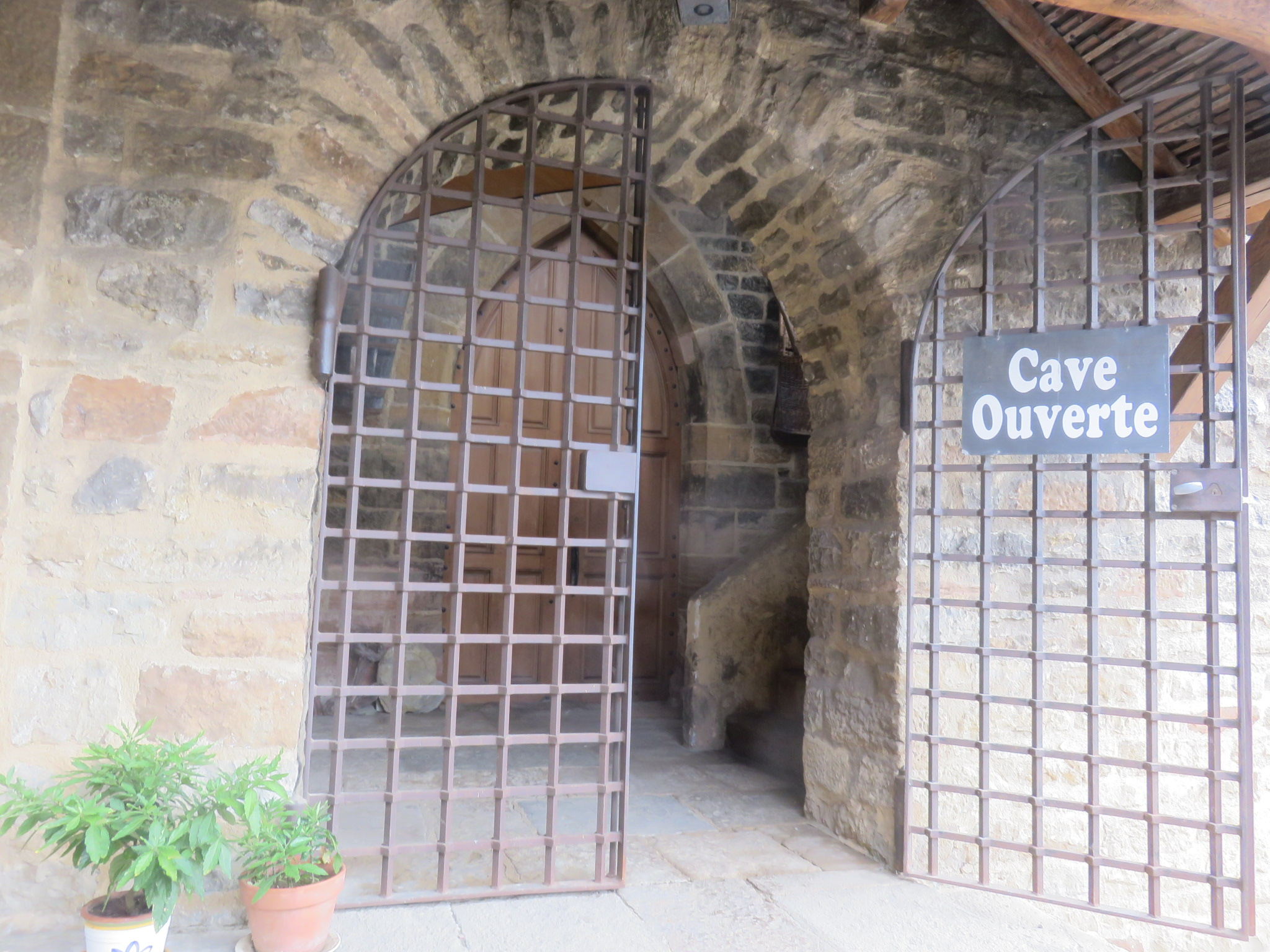
Entrée.
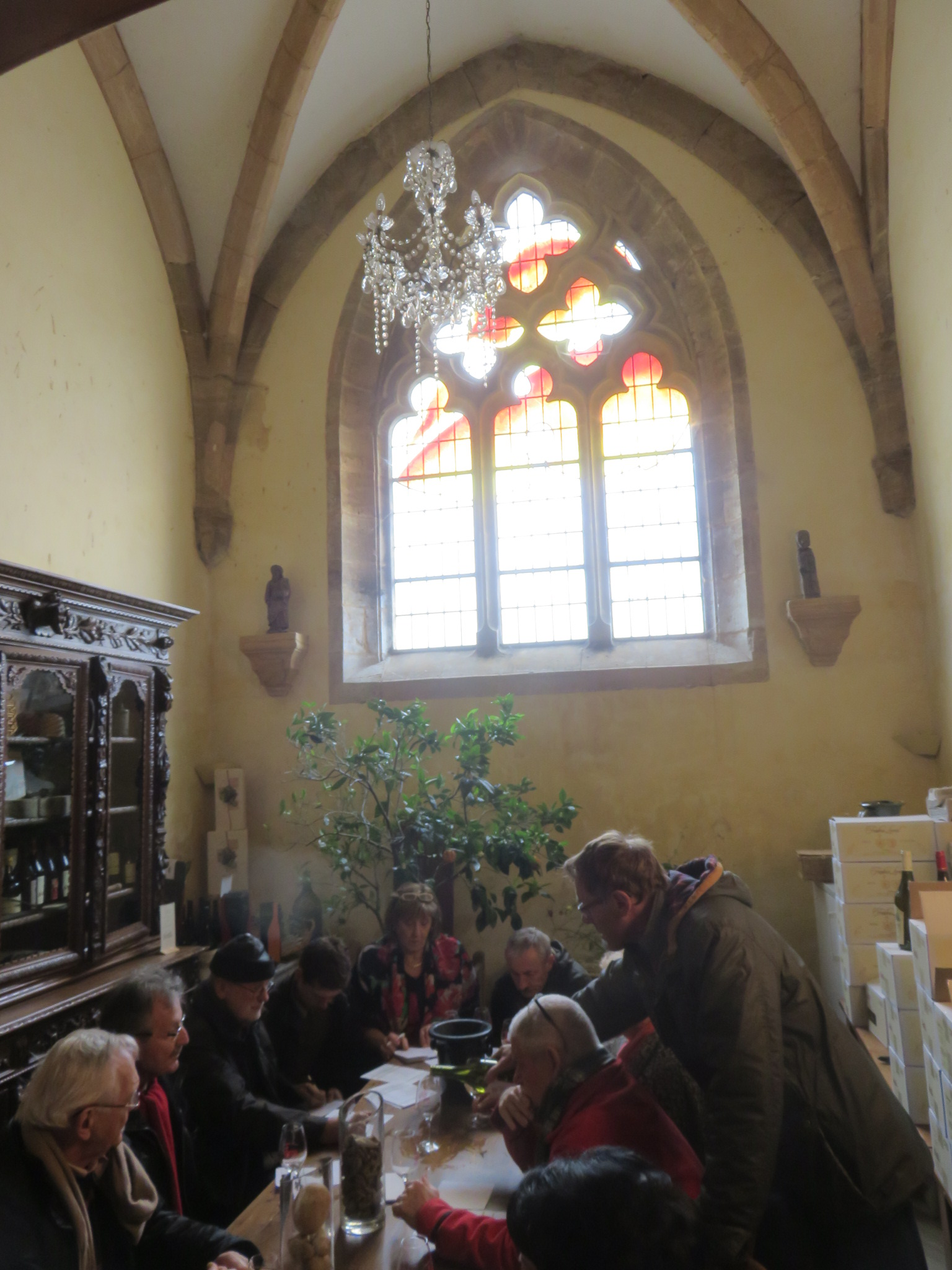
Nef et vitrail de style gothique.

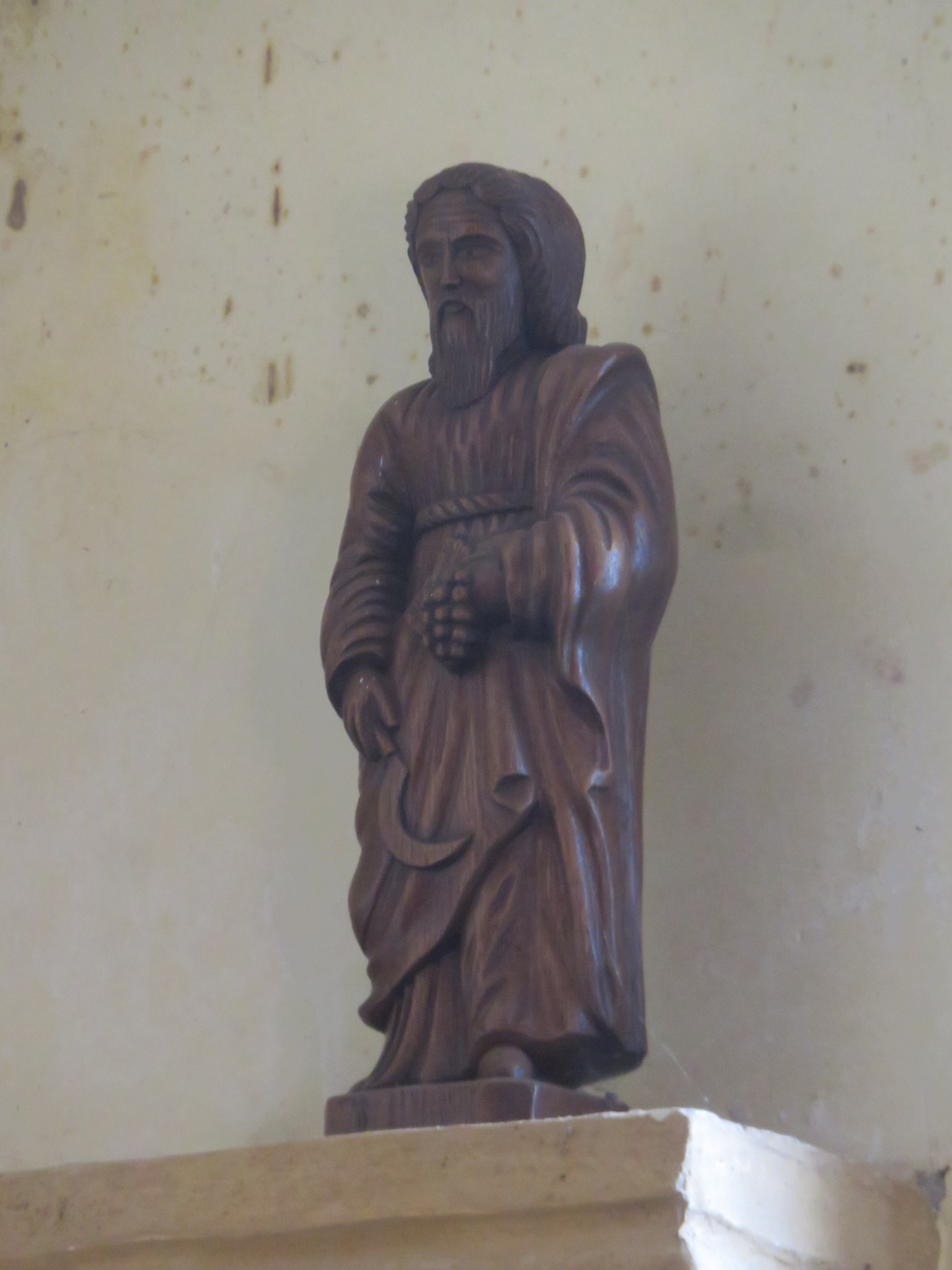
Saint Vernier, saint patron des viticulteurs du vignoble du Jura.
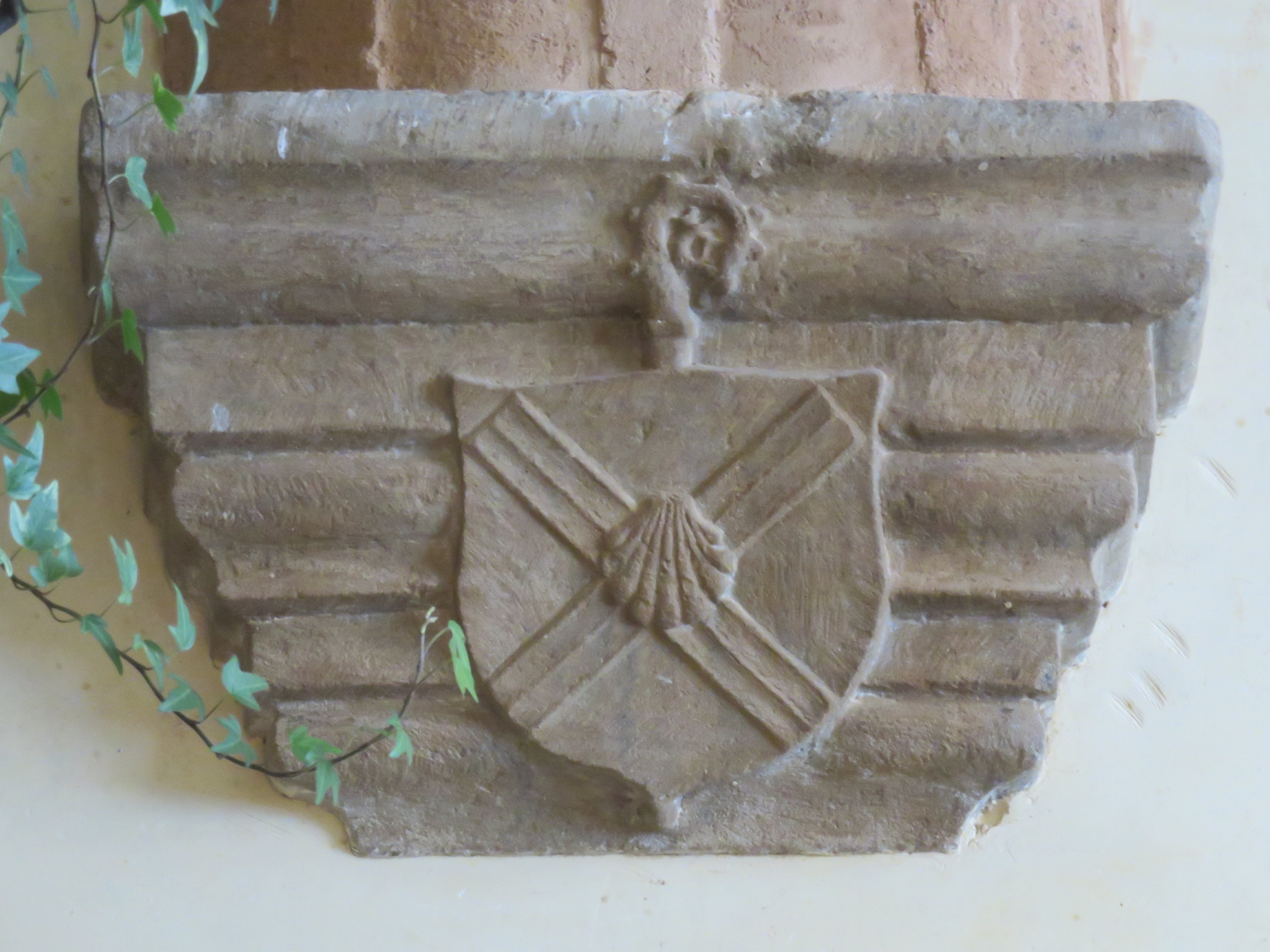
Armes avec coquille Saint-Jacques de Saint-Jacques-de-Compostelle, et crosse épiscopale.
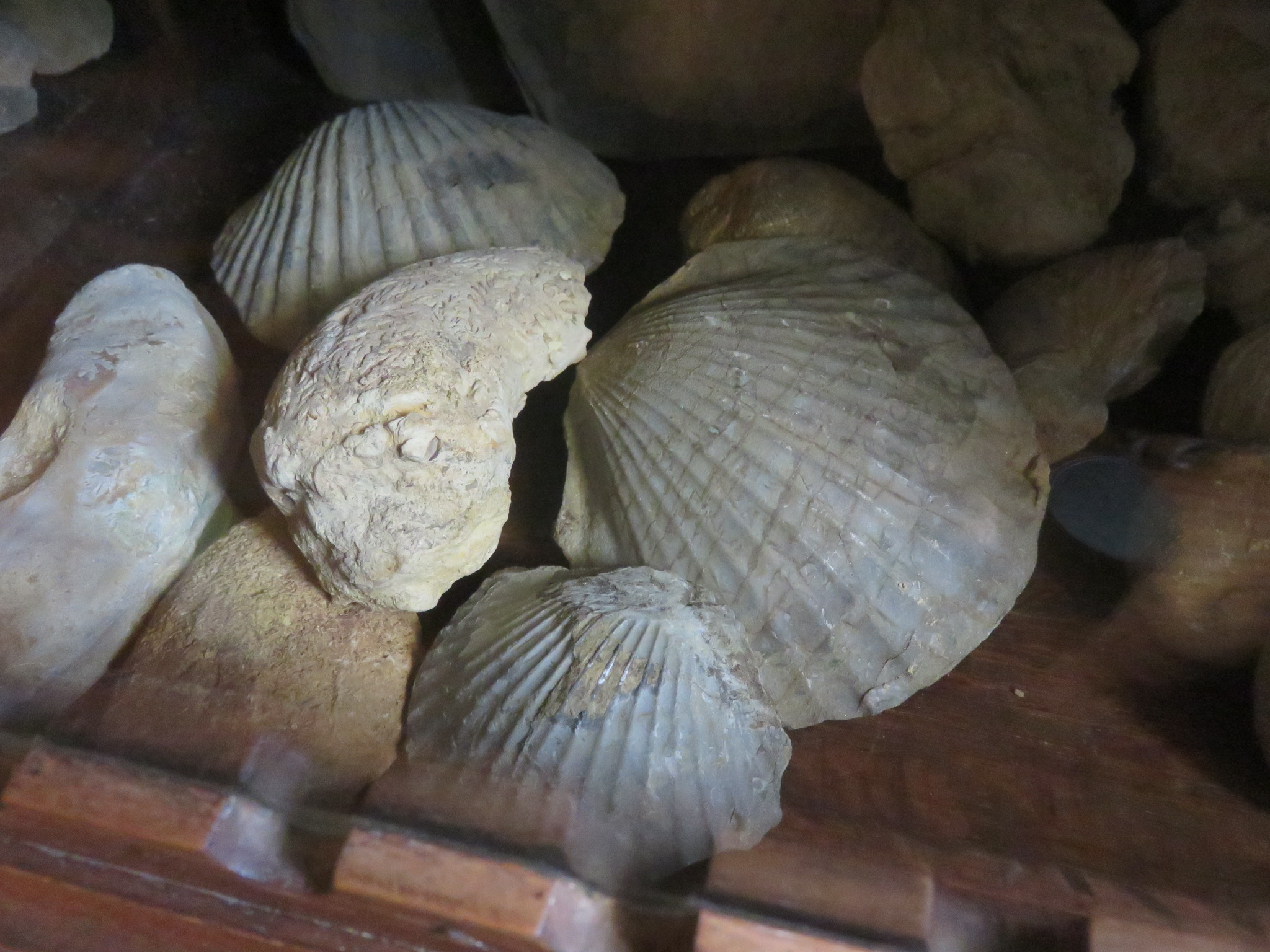
Fossiles de Coquille Saint-Jacques locales du vignoble du Jura, du trias.
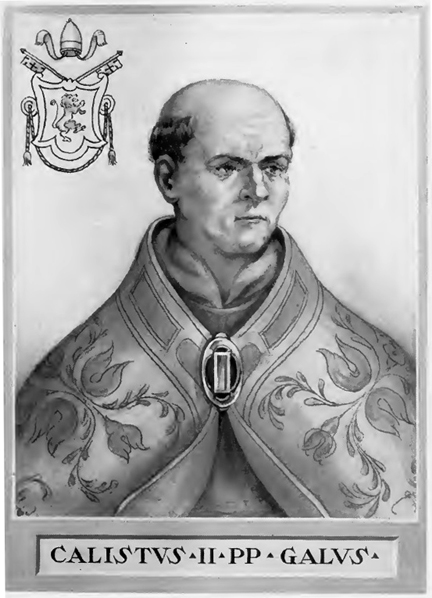
Calixte II, fondateur du pèlerinage de Saint-Jacques-de-Compostelle.

## Fonctions et activités
Depuis sa fondation, l'abbaye s'est principalement consacrée à la viticulture. Elle a également eu un rôle éducatif et de soins aux malades. De plus, elle servait de halte aux pèlerins en route vers Saint-Jacques de Compostelle.

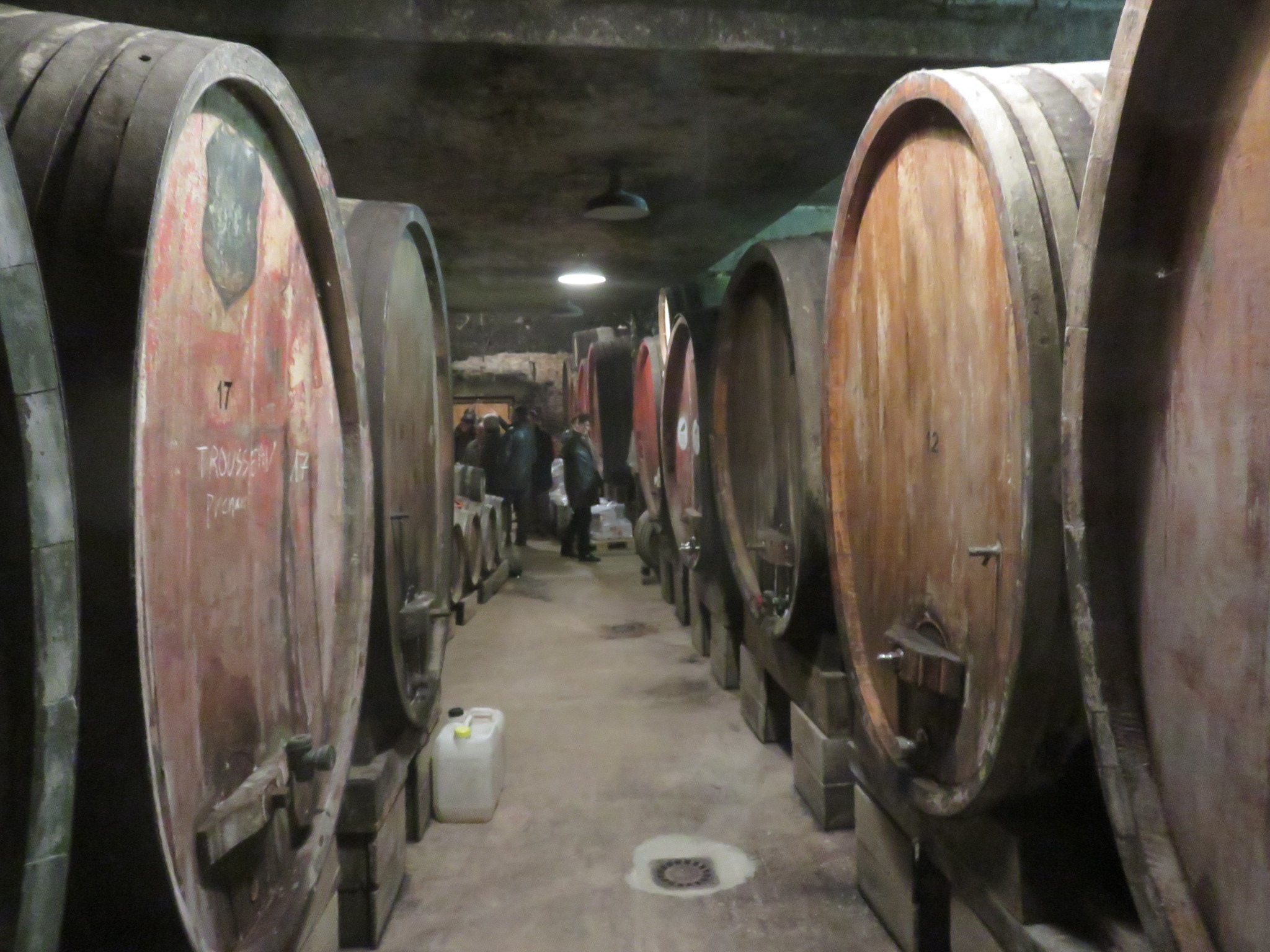
Cave à vin et foudres de vin du Jura, du domaine viticole, sous l'abbaye.
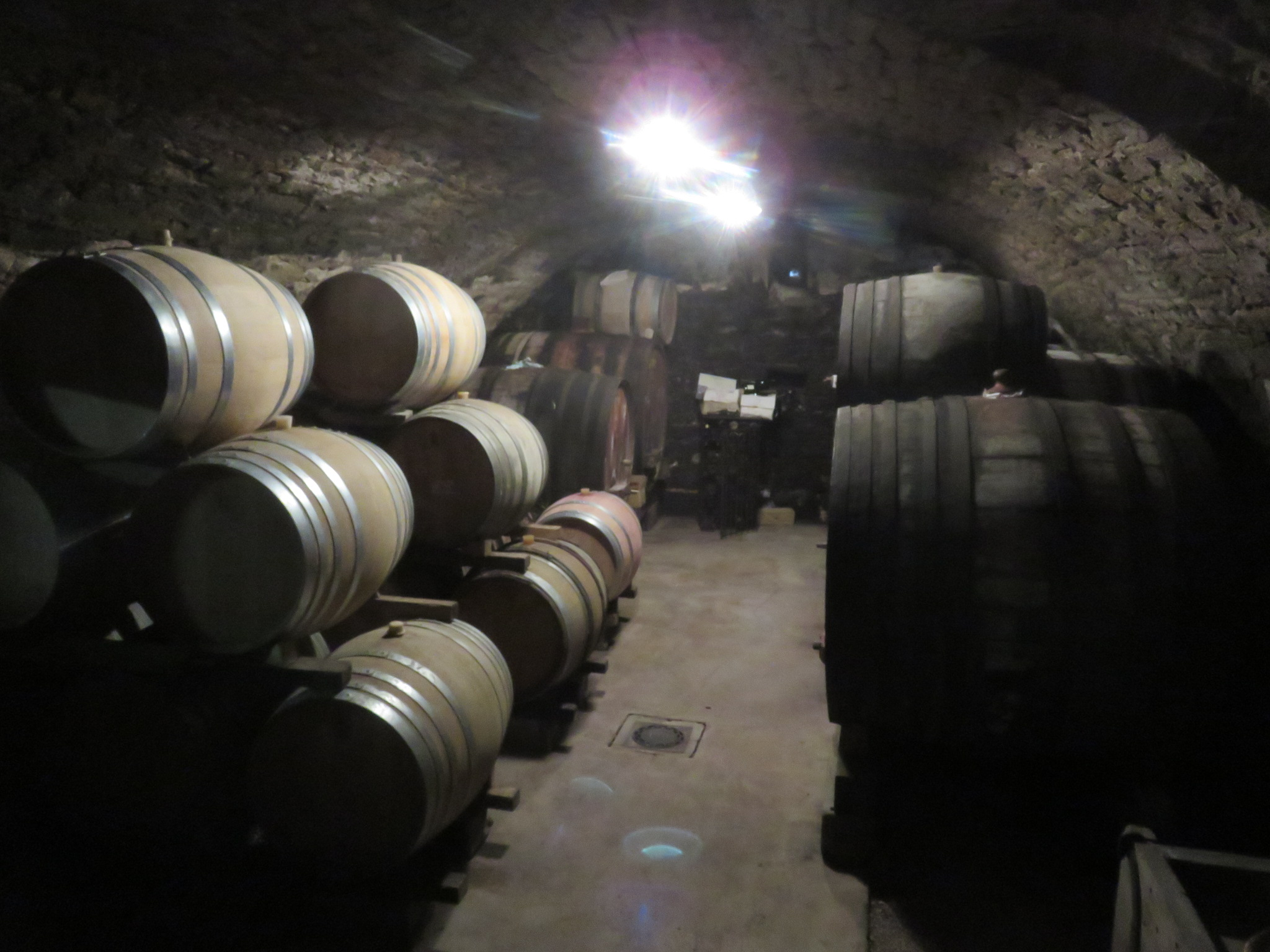
Cave à vin du domaine viticole, sous l'abbaye.
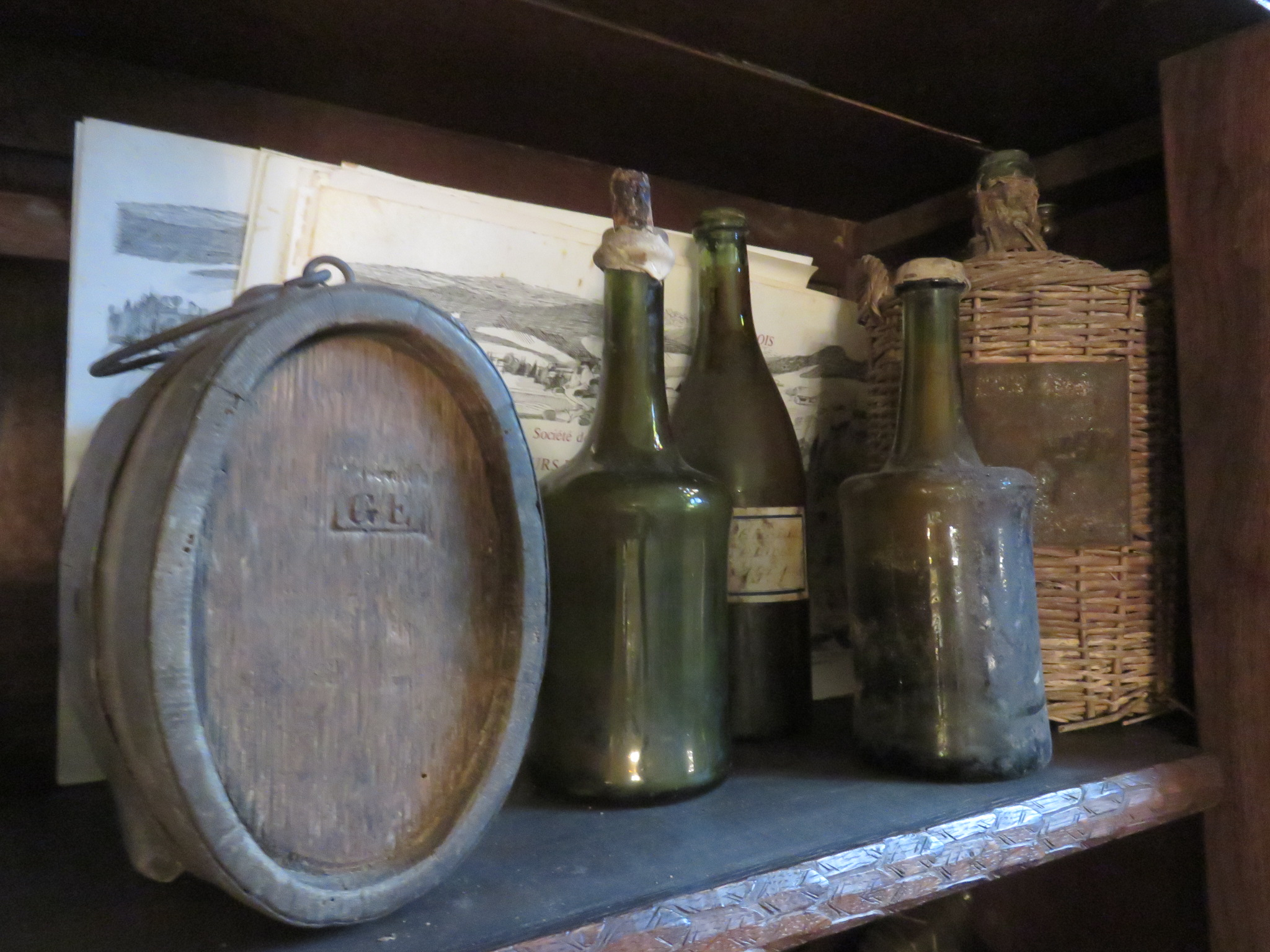
Anciens clavelins de vin jaune de la verrerie de La Vieille-Loye.
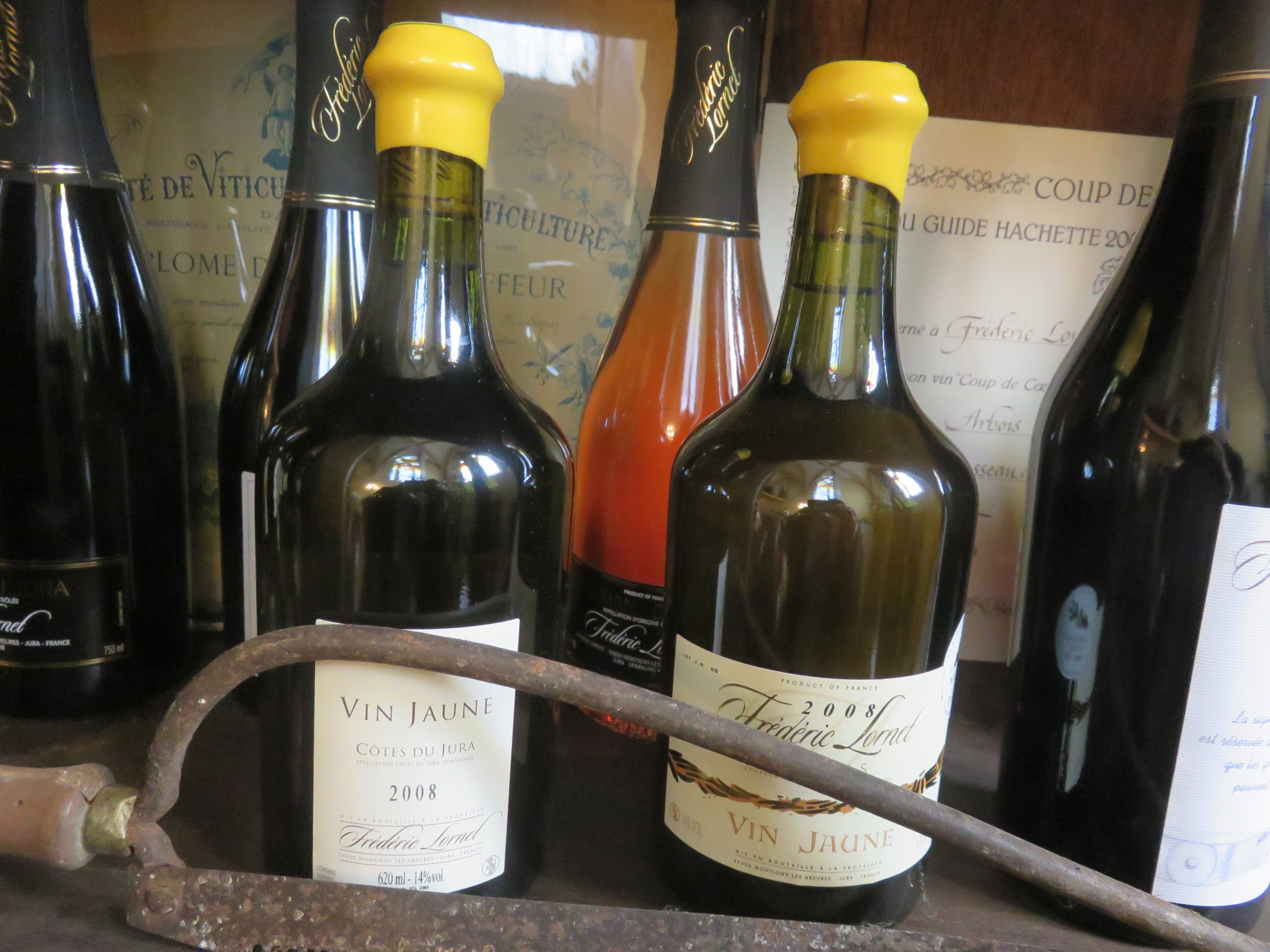
Clavelin de vin jaune du domaine.
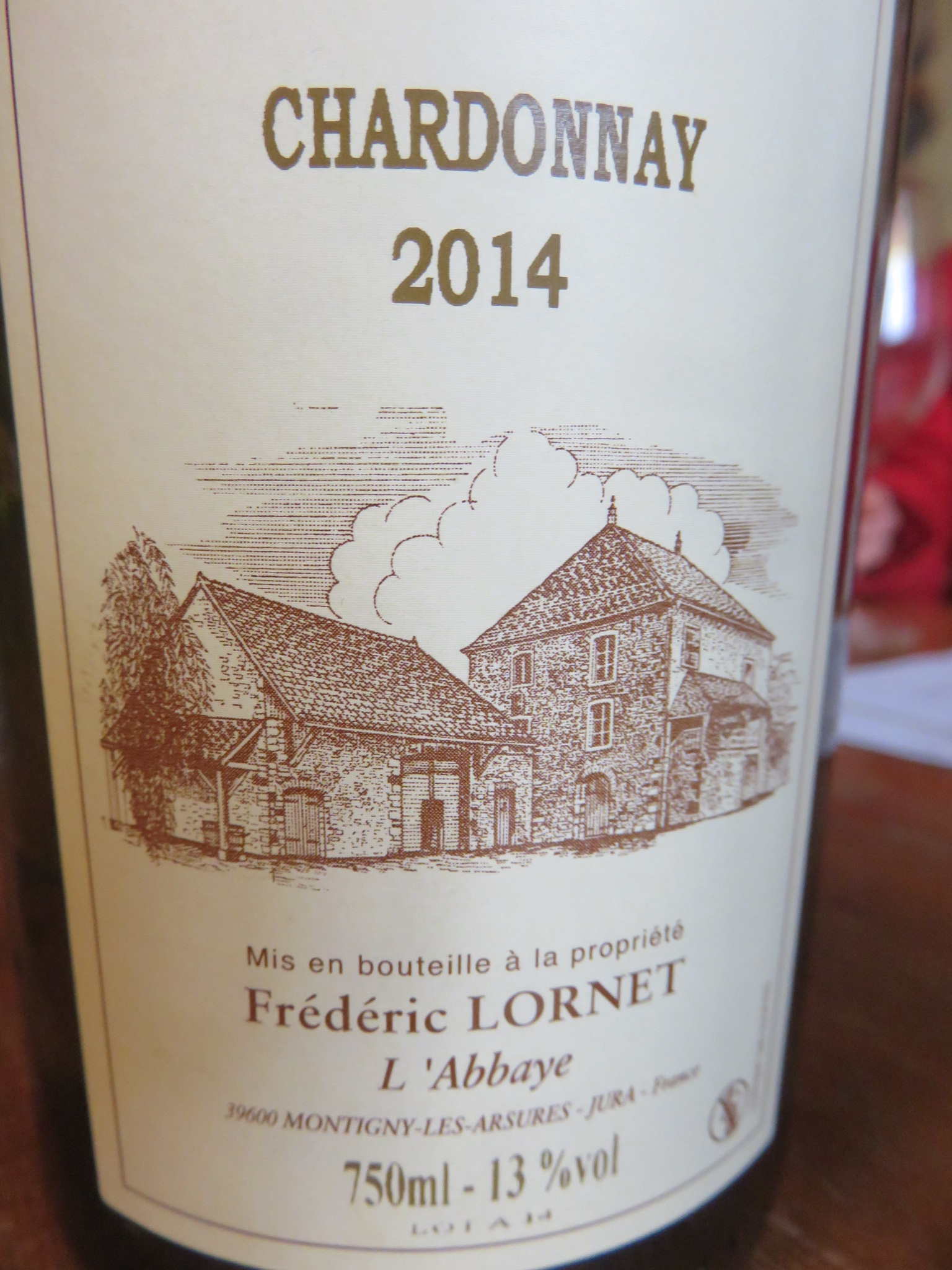
Vin du Jura du domaine.

## Patrimoine et mémoire
L'abbaye conserve une collection de manuscrits enluminés, d'objets liturgiques et de mobilier médiéval. Son histoire est également mise en valeur grâce à diverses expositions et ressources locales.